# Matthias Dietrich (Schauspieler)
Matthias Dietrich (* 18. Mai 1981 in Stuttgart) ist ein deutscher Schauspieler.
Dietrich absolvierte von 2000 bis 2003 eine Schauspielausbildung an der Schauspielschule Charlottenburg in Berlin. Theatererfahrungen sammelte er unter anderem in den Stücken Die kluge Närrin (2001, Spandau), Der Schub (2003, Potsdam), Hexenjagd (2003, Berlin) und Endlich allein (2004, Hannover).

## Filmografie (Auswahl)
- 2001: Für alle Fälle Stefanie (Fernsehserie, 1 Folge)
- 2002–2004: Gute Zeiten, schlechte Zeiten
- 2003: Für alle Fälle Stefanie (Fernsehserie, 1 Folge)
- 2005–2006: Verliebt in Berlin (Fernsehserie)
- 2007: Mitfahrgelegenheit
- 2007: In aller Freundschaft (Fernsehserie, 1 Folge)
- 2008: Nacht vor Augen (Fernsehfilm)
- 2008: Nichts von Bedeutung (Kurzfilm)
- 2008: Upstairs
- 2008: Die Smart
- 2009: Shoot the Duke
- 2009: Laible und Frisch (Fernsehserie)
- 2011: Großstadtrevier (Fernsehserie, 1 Folge)
- 2011: Linda geht tanzen (Fernsehfilm)
- 2012: Malgré elles (Fernsehfilm)
- 2012: SOKO Stuttgart (Fernsehserie, 1 Folge)
- 2013: Die Kirche bleibt im Dorf (Fernsehserie)
- 2014: Dr. Klein (Fernsehserie, 1 Folge)
- 2014: Die Präsenz
- 2017: Laible und Frisch: Do goht dr Doig